# Pohlavní zneužívání
Pohlavní zneužívání je v terminologii trestního práva trestný čin, jehož skutková podstata spočívá ve vykonání soulože s osobou ve věku pod stanovenou hranicí nebo v jiném způsobu pohlavního zneužití takové osoby. V některých státech a některých obdobích je či byl shodný pojem používán i pro sexuální kontakt s jinými osobami v závislém postavení nebo s omezenou způsobilostí.
Pohlavní zneužívání ve zdravotním nebo psychologickém významu může být pojmem s odlišným, zpravidla širším významem, který může zahrnovat i takové formy chování, které nesplňují kritéria trestného činu podle trestního zákona a judikatury, například i bezdotykové chování nebo nevhodné chování, které je svou formou nebo intenzitou se souloží nesrovnatelné. V odborné literatuře je například opakovaně citována část definice pohlavního zneužívání, pocházející údajně z jakéhosi blíže nespecifikovaného doporučení zdravotní komise Rady Evropy z roku 1992.
Empirický výzkum ukazuje, že sexuální orientace osob neovlivňuje pravděpodobnost zneužívání dětí. Dle sexuologa Petra Weisse 90 % pachatelů pohlavního zneužití nejsou pedofilové. Pachatelé zneužívání dětí bývají velmi často pod vlivem alkoholu nebo jiné návykové látky.

## Trestněprávní stav v České republice
Pohlavní zneužívání svéprávných osob nebo pohlavní zneužívání menší intenzity v současné době v České republice nespadá pod trestný čin pohlavního zneužívání, ale může spadat pod kvalifikaci jiného trestného činu (útisk, ohrožování výchovy mládeže) nebo přestupku. V tomto významu není pohlavní zneužívání právnickým, ale psychologickým, sociologickým nebo etickým termínem, do nějž naopak nemusejí spadat některé konsensuální případy trestného činu pohlavního zneužívání. V odborné literatuře bývá například opakovaně citována část definice pohlavního zneužívání, která údajně byla obsažena v blíže neurčeném dokumentu zdravotní komise Rady Evropy z roku 1992.
Podle platného českého trestního zákoníku (§ 187 tr. z.) se trestného činu pohlavního zneužívání dopustí ten, kdo vykoná soulož s osobou mladší než patnáct let nebo kdo takové osoby jiným způsobem pohlavně zneužije. Dle již neplatného trestního zákona se takové činu dopustil i ten, kdo zneužívaje závislosti osoby mladší než osmnáct let nebo osoby svěřené jeho dozoru, přiměje ji k mimomanželské souloži, nebo kdo takové osoby, zneužívaje její závislosti, jiným způsobem pohlavně zneužije.
Za pohlavní zneužití hrozí jeden rok až osm let odnětí svobody, v případě že je čin spáchán na dítěti patnácti let svěřeném dozoru pachatele, zneužívaje jeho závislosti nebo svého postavení a z něho vyplývající důvěryhodnosti nebo vlivu, hrozí trest odnětí svobody na dvě léta až deset let. Má-li čin za následek těžkou újmu na zdraví, což znamená dlouhodobé poškození zdraví, ale také hluboké psychické problémy, je trestem odnětí svobody na pět až dvanáct let. Je-li pohlavním zneužitím způsobena neúmyslně smrt, je trestem odnětí svobody na 10 až 18, avšak takový případ se v poslední době neodehrál.
Každý je povinen trestný čin pohlavního zneužívání překazit (§ 167 tr. z.), nevztahuje se na něj však všeobecná oznamovací povinnost (t. j. obecně není trestné neoznámení již dokonaného činu). Zákon o sociálně-právní ochraně dětí (359/1999 Sb.) však v § 10 stanoví, že obce, státní orgány, pověřené osoby, školy, školská zařízení a zdravotnická zařízení, popřípadě další zařízení určená pro děti jsou povinny mimo jiné oznámit obecnímu úřadu obce s rozšířenou působností skutečnosti, které nasvědčují podezření, že dítě je ohroženo trestným činem, násilím, živí se prostitucí atd.
S trestným činem pohlavního zneužívání úzce souvisí trestný čin svádění k pohlavnímu styku (§ 202 tr. z.), kterého se dopouští ten, kdo nabídne, slíbí nebo poskytne dítěti nebo jinému za pohlavní styk s dítětem, pohlavní sebeukájení dítěte, jeho obnažování nebo jiné srovnatelné chování za účelem pohlavního uspokojení úplatu, výhodu nebo prospěch, přičemž dítětem se myslí osoba mladší osmnácti let.
Trestný čin pohlavního zneužívání nesl dříve název trestný čin pohlavního zneužití (1950–1961) či zločin zprznění (do roku 1950).

## Judikatura

### Historická
Bývalý Nejvyšší soud Republiky československé judikoval, že ke skutkové podstatě zločinu zprznění stačí po stránce objektivní již pouhý dotek těla (nahého) (R 3417), jakož i sahání pod sukně nedospělého děvčete (R 4151), nikoli však pouhé vyzvednutí sukně a obnažení těla (R 1622); dále rozhodl, že zneužíváním jest nejen dotýkání se pohlavních údů, nýbrž i jiných částí těla dítěte, pakli směřovalo k ukojení chlípných chtíčů pachatelových (R 1230), v jiném rozhodnutí pak specifikoval, že se může jednat například o ohmatávání na prsou neb jiných (byť i oděvem zakrytých) částech těla nedospělců za účelem ukojení chlípných chtíčů (R 1192), přičemž ukojením chtíčů jest již podráždění nebo stupňování smyslnosti (R 316).

## Známé kauzy
Zejména v Evropě a Severní Americe na přelomu 20. a 21. století byly případy obvinění z pohlavního zneužívání dětí nebo mladistvých mohutně a často i soustavně po dobu několika let medializovány. Nejznámější je vlna obvinění katolických duchovních v USA a proces se zpěvákem Michaelem Jacksonem, který byl na konci dramatického soudního procesu zproštěn viny. V České republice vzbuzoval velký mediální zájem případ sochaře Pavla Opočenského, katarského prince Sáního nebo sbormistra Bohumila Kulínského. Mimořádnému zájmu médií se však často dostává i obviněním a odsouzením lidí, kteří nejsou obecně známí. Výsledek trestního stíhání bývá v případech známých osobností velmi špatně odhadnutelný, protože definice skutkové podstaty je velmi vágní (nejde-li přímo o soulož), a přímé objektivní dokazování skutkového děje většinou není možné. Často tak bývá výsledek soudního řízení dáván do spojitosti především s kvalitami advokáta nebo státního zástupce.
Některé případy prošetřovaného sexuálního zneužívání měly či mají náboženské pozadí.

## Sexuální zneužívání dětí v církvi

### Profil oběti
Ve většině případů jsou oběťmi chlapci v předpubertálním nebo pubertálním věku, tedy kolem 11–17 let. Výjimkami však nejsou ani mladší chlapci, třeba i pětiletí. Starší chlapci oběťmi nebývají, protože většina pachatelů jsou pedofilové. Samozřejmě, že zneužívaná mohou být i děvčata, avšak jejich počet je nižší.
Nejvíce ohrožené jsou děti, které jsou oproti jiným slabí. Například jim chybí jeden z rodičů, nebo nemají nikoho blízkého, komu by se svěřili.
Často jsou oběti zneužívané v internátních školách. Pro pachatele je jednodušší, když je dítě z dosahu rodičů, navíc oběť dobře zná a ví, jakou roli zastává v kolektivu. Dítě může být například outsiderem, a proto je rádo, když mu někdo věnuje pozornost.
Pohlavní zneužívání v církvi je většinou dlouhodobá záležitost. To znamená, že se zneužívání děje dlouhodobě, po dobu několika měsíců, někdy i let.

### Následky
Církve se často snažily tyto případy utajovat, nebo popírat a dítěti nevěnovaly pozornost. Tím bylo dítě zraněno dvakrát – poprvé knězem, který ho zneužíval a podruhé ostatními pracovníky církve, kteří mu nevěřili, nebo problému nevěnovali takovou pozornost, jakou měli.
Děti si tak odnášejí následky nejen fyzické, způsobené např. bitím, či násilným pohlavním stykem, ale i psychické. Ty jsou samozřejmě dlouhodobější a navíc děti samy neví, jak své pocity zvládnout. Proto mají sexuálně zneužívané děti mj. problémy se vztahy. Jednak se vztahem k sobě samému, jednak se vztahy k ostatním.

### Pomoc obětem
První možností pomoci je ta, že se dítě samo obrátí na pomáhající organizace. Nejlépe přímo na ty, které se zaměřují přímo na pomoc pohlavně zneužívaným dětem. Mezi ty patří např. Dům tří přání, Dětské krizové centrum v Praze, nebo telefonická linka Růžová linka. Ta pomáhá dětem a mladistvým ve stavu akutní krize. Jednou z forem pomoci, kterou tyto organizace nabízejí, je psychoterapie.
Pomocnou ruku může nabídnout i samotná církev. Dříve se církve staraly spíše o to, aby co nejrychleji vyřešily, co se stane s pachatelem. Většinou ho přesunuly na jiné místo, kde však nadále působil jako duchovní. Dnes už církve obětem pomoc nabízí. Kromě telefonické pomoci a online poradenství nabízí i zprostředkování kontaktu na poradce z katolického prostředí a zprostředkování terapeutických služeb. Také mají kontakty na právníky, kteří oběti pomohou, pokud by se rozhodla pachatele žalovat.

### Odraz v kultuře
Problematika je i předmětem reflexe v kultuře, například ve filmu
nebo literatuře.